# Systematická mineralogie
Systematická mineralogie je součástí mineralogie, zabývající se popisem jednotlivých minerálů a jejich třídění do určitých přirozených skupin. Dnes jsou používány dva principy třídění nerostů:
- princip třídění na základě krystalové struktury a chemického složení (tzv. krystalochemický). Jeho tvůrcem je německý mineralog Karl Hugo Strunz a tento systém dělí nerosty do 9 tříd. V 9. vydání došlo k vyjmutí borátů z 5. třídy a jejich ustanovení do 6. třídy. Ostatní se o jeden stupeň posunuly a v současnosti má systém 10 tříd.
- princip třídění na základě chemického složení a pak krystalové struktury, který vychází z prací amerického mineraloga Dany (Dana’s Systém of Mineralogy)

Oba dva systémy mají nejnižší jednotky poměrně logické (jsou uspořádány na izomorfie) do přirozených skupin. Vyšší taxonomické jednotky jsou více méně již umělé. S rostoucím počtem minerálů mnohdy dosti exotického složení se v hraničních případech stírají rozdíly i mezi začleněním do jednotlivých tříd (např. oxysulfidy a sulfidy s halogenidy aj.).

## Přehled Strunzova mineralogického systému
- 1. třída: prvky (elementy)
- 2. třída: sulfidy (sirníky)
- 3. třída: halogenidy (halovce)
- 4. třída: oxidy a hydroxidy
- 5. třída: karbonáty
- 6. třída: sulfáty
- 7. třída: fosfáty
- 8. třída: silikáty (křemičitany)
- 9. třída: organolity (organické minerály)

Někteří autoři používají upravený systém který vznikne tak, že z 5. třídy karbonáty vydělují samostatně jako 6. třídu boráty (boritany).

### Podrobný přehled Strunzova mineralogického systému
- 1. třída: prvky (elementy)
  - 1.A: kovy a jejich slitiny
  - 1.B: karbidy, silicidy, nitridy a fosfidy kovů
  - 1.C: polokovy a nekovy
  - 1.D: karbidy a nitridy nekovů
- 2. třída: sulfidy (sirníky)
  - 2.A: slitiny kovů/polokovů
  - 2.B: sulfidy kovů s M:S > 1:1
  - 2.C: sulfidy kovů s M:S = 1:1
  - 2.D: sulfidy kovů s M:S = 3:4 a 2:3
  - 2.E: sulfidy kovů s M:S ∠ 1:2
  - 2.F: sulfidy arsenu, alkálií, sulfidy s halovci, oxidy, hydroxidy, vodou
  - 2.G: sulfosole – sulfoarsenidy, sulfoantimonidy, sulfobismutidy
  - 2.H: sulfosole – archetypu SnS
  - 2.J: sulfosole – archetypu PbS
  - 2.K: sulfosole – sulfoarsenidy s AsS4 – tetraedry
- 3. třída: halogenidy (halovce)
  - 3.A: bezvodé jednoduché halovce – M:X = 1:1 a 2:3; 1:2; 1:3
  - 3.B: vodnaté jednoduché halovce – M:X = 1:1 a 2:3; 1:2; 1:3; – s dodatečným OH
  - 3.C: komplexní halovce – borofluoridy; neso-alumofluoridy; soro-alumofluoridy; ino-alumofluoridy; fylo-alumofluoridy; tekto-alumofluoridy; alumofluoridy s CO3, SO4, PO4; silikofluoridy; – k.h. s MX6 komplexy (M=Fe, Mn, Cu)
  - 3.D: oxyhalovce, hydroxyhalovce a podobné podvojné halovce – s Cu etc. mimo Pb; s Pb, Cu etc.; s Pb (As, Sb, Bi) mimo Cu; s Hg
- 4. třída: oxidy a hydroxidy
  - 4.A: oxidy s poměrem Kov:Kyslík = 2:1 a 1:1
  - 4.B: oxidy s poměrem Kov:Kyslík = 3:4 a podobné
  - 4.C: oxidy s poměrem Kov:Kyslík = 2:3, 3:5 a podobné
  - 4.D: oxidy s poměrem Kov:Kyslík = 1:2 a podobné
  - 4.E: oxidy s poměrem Kov:Kyslík = < 1:2
  - 4.F: hydroxidy (bez V nebo U)
  - 4.G: uranylhydroxidy
  - 4.H: vanadáty s V v5- a 6- četné koordinaci (ve struktuře bezprostředně obklopeny 5 resp. 6 atomy)
  - 4.J: Arsenitany, Antimonitany, Bismutitany, Siřičitany, Seleničitany, Teluričitany
  - 4.K: Jodičnany
- 5. třída: karbonáty
  - 5.A: bezvodé karbonáty bez dalších aniontů(uhličitany)
  - 5.B: bezvodé karbonáty s jinými anionty
  - 5.C: karbonáty bez dalších aniontů, obsahující vodu
  - 5.D: karbonáty s jinými anionty, obsahující vodu
  - 5.E: uranylkarbonáty
  - nitráty (dusičnany)
  - sulfity (siřičitany)
  - boráty (boritany)
- 6. třída: sulfáty
  - sulfáty (sírany)
  - chromáty (chromany)
  - molybdáty (molybdenany)
  - wolframáty (wolframany)
  - uraniumwolframáty a uranylmolybdáty a uranylwolframáty
- 7. třída: fosfáty
  - fosfáty (fosforečnany)
  - arzenáty (arzeničnany) a uranylfosfáty
  - vanadáty (vanadičnany)
  - polyfosfáty, polyarsenáty, polyvanadáty
- 8. třída: silikáty (křemičitany)
  - nesosilikáty (samostatné silikáty)
  - sorosilikáty (skupinové silikáty)
  - inosilikáty
  - fylosilikáty (vrstevnaté silikáty)
  - tektosilikáty se zeolitovou vodou - skupina zeolitů
  - neklasifikované silikáty
  - germanáty
- 9. třída: organolity (organické minerály)
  - soli a organické kyseliny
  - hydrokarbonáty
  - organické minerály

Viz také seznam minerálů obsahující přehled nerostů uvedených v české verzi Wikipedie a Kategorie:Minerály.

## Přehled Danova mineralogického systému
1. Prvky
2. Sirníky
3. Sulfosole
4. Kysličníky
5. Kysličníky s obsahem U, Th
6. Hydroxidy a kysličníky obsahující OH
7. Komplexní kysličníky
8. Komplexní kysličníky s Nb, Ta a Ti
9. Halovce
10. Oxyhalovce a hydroxylhalovce
11. Komplexní halovce - alumohalovce
12. Komplexní halovce
13. Uhličitany kyselé
14. Uhličitany bezvodé
15. Uhličitany vodnaté
16. Uhličitany s hydroxylem nebo halogenem
17. Složené uhličitany
18. Jednoduché dusičnany
19. Dusičnany s hydroxylem nebo halogenem
20. Složité dusičnany
21. Jodáty bezvodé i vodnaté
22. Jodáty s hydroxylem nebo halogenem
23. Komplexní jodáty
24. Bezvodé boritany
25. Bezvodé boritany obsahující hydroxyl nebo halogen
26. Vodnaté boritany obsahující hydroxyl nebo halogen
27. Složité boritany
28. Sírany
29. Vodnaté kyselé sírany
30. Bezvodé sírany s hydroxylem nebo halogenem
31. Vodnaté sírany s hydroxylem nebo halogenem
32. Složité sírany
33. Selenany a tellurany
34. Seleničitany, telluričitany a siřičitany
35. Bezvodé chromany
36. Složité chromany
37. Fosforečnany a arseničnany
38. Bezvodé fosforečnany etc.
39. Vodnaté kyselé fosforečnany etc.
40. Vodnaté normální fosforečnany etc.
41. Bezvodé fosforečnany etc. S hydroxylem nebo halogenem
42. Vodnaté fosforečnany etc. Obsahující hydroxyl nebo halogen
43. Složité fosforečnany etc.
44. Antimoničnany
45. Kyselé normální antimonitany a arsenitany
46. Zásadité nebo halogen obsahující antimoničnany a arseničnany
47. Vanadičitany
48. Bezvodé molybdenany a wolframany
49. Zásadité a vodnaté molybdenany a wolframany
50. Organolity
51. Nesosilikáty
52. Nesosilikáty s izolovanými skupinami SiO4 a O, OH, F a H2O
53. Nesosilikáty s izolovanými skupinami SiO4 a jinými komplexními kationty
54. Nesosilikáty – borosilikáty a některé beryllosilikáty
55. Sorosilikáty
56. Sorosilikáty se skupinami Si2O7 a O, OH, F a H2O
57. Sorosilikáty s izolovanými Si3O10 a velkými necyklickými skupinami
58. Sorosilikáty s izolovanými, jednoduchými a velkými skupinami tetraedrů
59. Cyklosilikáty
60. Cyklosilikáty s 4četnými cykly
61. Cyklosilikáty s 6četnými cykly
62. Cyklosilikáty s 8četnými cykly
63. Cyklosilikáty s „kondensovanými“ cykly
64. Cyklosilikáty s dalšími anionty a izolovanými skupinami silikátů
65. Inosilikáty
66. Inosilikáty s dvojitými nerozvětvenými řetězci, W=2
67. Inosilikáty s nerozvětvenými řetězci s W > 2
68. Inosilikáty s řetězci více než 1
69. Inosilikáty s řetězci s bočním větvením nebo smyčkou
70. Inosilikáty se sloupcovitou nebo trubkovitou strukturou
71. Fylosilikáty
72. Fylosilikáty dvojroz. Nekonečných vrstev s jinými než 6četnými cykly
73. Fylosilikáty se zhuštěnými tetraedrickými vrstvami
74. Fylosilikáty s modulovanými vrstvami
75. Tektosilikáty
76. Tektosilikáty s Al-Si kostrou
77. Tektosilikáty – Zeolity
78. Nezatříděné silikáty